# AJ Maddah
Arash „AJ“ Maddah ist ein australischer Konzert- und Festivalorganisator.

## Biografie
Maddah wurde im Iran geboren, wanderte aber mit seiner Familie nach Australien aus. Er wirkte mit Ken West am Big Day Out mit, jedoch arbeiten beide nicht mehr zusammen. Im Jahr 2004 organisierte er erstmals das Soundwave Festival und zeigte sich auch für die Warped Tour in Australien verantwortlich. Im Jahr 2013 wurde Maddah von der Australian Recording Industry Association (ARIA) zur einflussreichsten Person der nationalen Musikszene ernannt.

## Das Ende des Soundwave Festivals
Im Dezember 2015 wurde angekündigt, dass das Soundwave Festival im Jahr 2016 aus finanziellen Gründen nicht ausgetragen werden würde. Ausschlaggebend seien schlechte Ticketverkäufe. Später wurde jedoch bekannt, dass Maddah sämtliche Gagen für mehrere Künstler, die im Jahr 2015 auf dem Festival spielten, nicht zahlen konnte. Alleine die Gagen für Slipknot, Soundgarden und den Smashing Pumpkins veranschlagten knapp 5 Mio. AUD Schulden. Die britische Metal-Band Monuments, welche ebenfalls nicht ausgezahlt wurde, musste eine Crowdfunding-Kampagne starten, da sie dadurch einen herben finanziellen Verlust erlitten hatten. Die Gruppe hat, laut einem Bericht des britischen Guardian, noch immer mit den Folgen zu kämpfen. Insgesamt wurden knapp sechs Monate nach der Austragung des Soundwave 2015 über 50 Künstler nicht oder nur unvollständig ausgezahlt. Am 4. Dezember 2015, noch vor der Absage des Musikevents, eröffnete American Express eine Insolvenzklage am Federal Court of Australia. Durch den Ausfall des Festivals entbrannte ein Streit zwischen Organisator Maddah und dem Ticketverkäufer Eventopia bezüglich der Kostenrückerstattung. Sowohl Maddah als auch das Unternehmen weigerten sich, die Unkosten zu tragen. Später gab Eventopia allerdings eine Mitteilung bekannt, in der sie die Kosten für die Rückerstattung übernehmen und Maddah auf Schadenersatz verklagen würden.

### Kritik
Sein früherer Mitarbeiter und zwischenzeitlicher Konkurrent Ken West bezeichnete Maddah im Jahr 2012 als einen „finanziellen Anarchisten, welcher die australische Musikszene komplett egal“ sei.
Vivian Lees, welche ebenfalls mit Maddah für das Big Day Out arbeitete, bezichtigte ihn, das Big Day Out zugunsten des Soundwave Festivals finanziell missbraucht zu haben. Er habe seine Anteile am Festival an das US-amerikanische Unternehmen C3 Presents verkauft, um Geld in die Kassen des Soundwave zu spülen. Maddah bestritt diese Verwürfe.
James Purtill schrieb in einer Chronologie bei der Australian Broadcasting Corporation, dass der Kollaps des Soundwave Festivals das Ende der Ära für Festivaltourneen in Australien haben könnte.